# Plettet rørvagtel
Plettet rørvagtel (Porzana porzana) er en 23 centimeter lang fugl, der yngler spredt i Europa og dele af Asien. Det er en trækfugl, der fortrinsvis overvintrer i tropisk Afrika. Plettet rørvagtel har navn efter de hvide pletter i den brune fjerdragt. Den opholder sig mest skjult i sumpede områder, hvor den lever af smådyr og mindre plantedele. Arten bemærkes ofte ved hannens natlige spil, der ledsages af en parringssang, der lyder som et piskesmæld, huitt.
I Danmark yngler et skiftende antal fugle fra år til år. Der var i 2007 cirka 64 ynglepar. Antal par vurderes efter antallet af spillende hanner. Omkring halvdelen af landets ynglefugle findes i Vejlerne i Nordjylland. Den er regnet som en truet art på den danske rødliste 2019.